# 11-я воздушная армия (СССР)
11-я возду́шная а́рмия (11-я ВА) — воздушная армия РККА в составе Вооружённых сил СССР во время Великой Отечественной войны.

## История создания
Сформирована в августе 1942 года на базе ВВС 2-й Краснознамённой армии Дальневосточного фронта.

## Преобразование
11-я воздушная армия 20 декабря 1944 года преобразована  в 18-й авиационный корпус, который в июне 1945 года включён в состав 10-й воздушной армии.

## Состав
В состав армии входили:
- 96-я истребительная авиационная дивизия[2][3][4];
- 82-я бомбардировочная авиационная дивизия[2][3][4];
- 296-я смешанная авиационная дивизия[2][3][4];
- 3-й истребительный авиационный полк[4];
- 140-я разведывательная авиационная эскадрилья[2][3][4].

## Дислокация
С 15 августа 1942 года по 20 декабря 1944 года штаб 11-й воздушной армии дислоцировался в городе Благовещенск.

## Подчинение
| Объединение           | Период                  |
| --------------------- | ----------------------- |
| Дальневосточный Фронт | 15.08.1942 — 20.12.1944 |

## Командование армии
Командующие армией
- полковник, с 17.10.1942 — генерал-майор авиации В. Н. Бибиков[5] (27.07.1942 — 22.01.1945)

Начальники штаба армии
- полковник А. Я. Волгин (25.07.1942 — 31.07.1944)
- полковник С. М. Козырев (31.07.1944 — 22.01.1945

Заместители командующего по политической части
- ст. батальонный комиссар, с 20.12.1942 — полковник С. К. Фёдоров (27.07.1942 — 16.12.1944)

## Боевые действия
В боевых действиях не участвовала.